# Cryphia viridior
Cryphia viridior är en fjärilsart som beskrevs av Karl Schawerda 1932. Cryphia viridior ingår i släktet Cryphia och familjen nattflyn. Inga underarter finns listade i Catalogue of Life.